# Tambourin (sur cadre)
Ne doit pas être confondu avec Tambourin (sur fût).
Pour les articles homonymes, voir Tambourin.

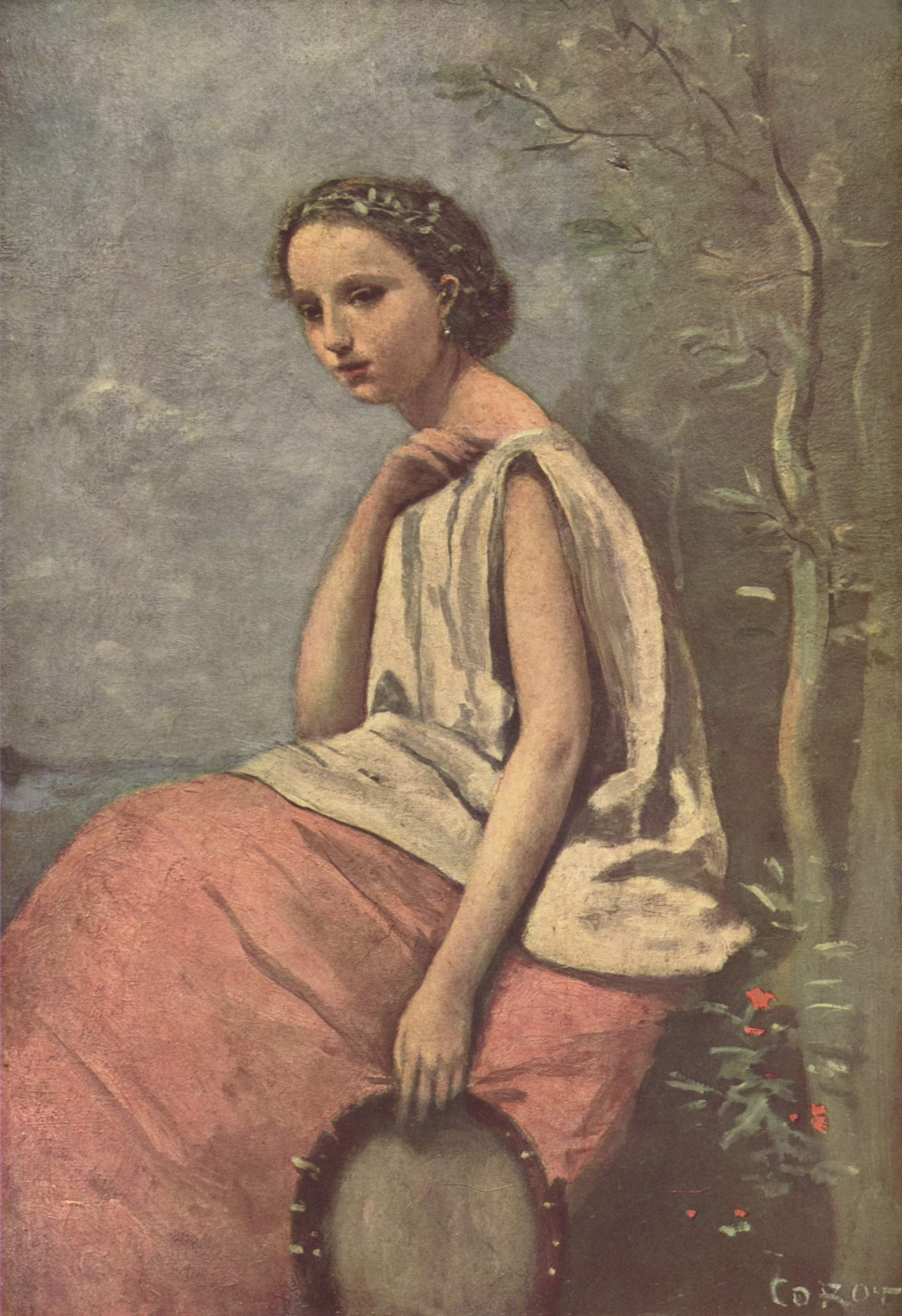
Zingara au tambour de basque, Camille Corot, 1865-1870. Musée du Louvre, Paris.

Le tambourin ou  est un instrument de percussion de la famille des tambours sur cadre, instrument populaire, répandu à travers le monde et qui, de fait, a trouvé une place dans l'orchestre ; il est constitué d'un cadre de bois (en général), d'un diamètre variant d'une vingtaine à une cinquantaine de centimètres sur lequel est tendue une membrane dont la percussion génère le son.

## Dénomination
Le tambourin connu depuis l'Antiquité est parfois appelé indument tambour de basque selon Albert Jacquot qui écrit dans son Dictionnaire des instruments de musique,  en 1886 : « Tambour à main, des Anciens, inconnu chez les Basques, malgré ce nom. On s’en sert dans la musique de danse ; il est formé d’une seule peau, tendue sur un cercle de bois par un cercle plus petit ; des trous latéraux sont munis de petites cimbales minces en cuivre, glissant dans une tige centrale. On l’emploie aussi quelquefois dans la musique d’orchestre, mais presque toujours dans des motifs se rapprochant de la danse. Les Espagnols, surtout, le jouent avec beaucoup d’habileté en dansant. »

## Caractéristiques

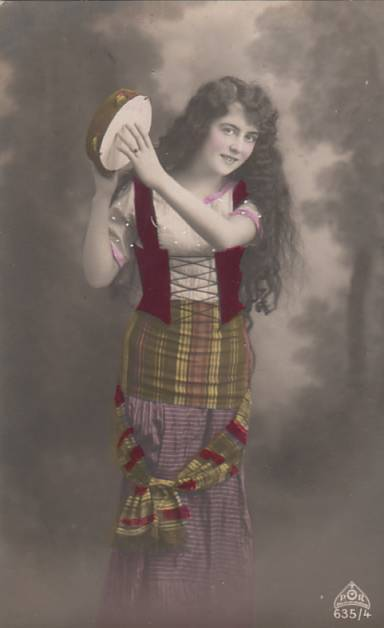
Carte postale des années 1910.

La technique du tambourin varie selon les civilisations : tenu d'une main, il est frappé par l'autre ; ailleurs, il est tenu par une paume et le pouce et frappé des deux mains. Les techniques permettent de différencier des sons plus ou moins sourds ou clairs selon que la percussion est au centre ou périphérique. Le tambourin se joue la plupart du temps à mains nues, sauf en ce qui concerne, par exemple, le bodhrán irlandais qui est frappé alternativement des deux extrémités d'une baguette.
Certains tambourins comportent des cymbalettes sur le cadre en bois, d'autres des anneaux mobiles entre la paroi interne et le support. D'autres possèdent un manche en bois fixé diagonalement derrière la paroi interne, ce qui permet à la main qui le tient de modérer le son. D'autres possèdent des timbres sous forme de cordes, souvent en boyau, plaquées contre la membrane.